# Aftonbladet
Aftonbladet  je švedski tabloid koji je osnovao Lars Johan Hierta 1830. godine. Jedne su od većih dnevnih novina u nordijskim zemljama.

## Povijest
Kada je prvi put objavljen 1830. godine tabloid je kritizirao novog švedskog kralja Karla XIV. Ivana, koji je zabranio tiskanje Aftonbladeta. Novine su zatim 26 puta mijenjale svoje ime, nakon čega im je kralj ipak dozvolio izlaženje.
Tijekom svog postojanja, Aftonbladet se oslanjao na različite političke smjerove, u početku su to bile liberalne novine. Godine 1929. vlasnici novina postala je obitelj Kruger, koja je bila vlasnik do 8. listopada 1956. godine. Aftonbladet je u vlasništvu Švedske konfederacije sindikata (LO) i norveške grupe Schibsted koja je vlasnik 91% dionica. Njegova urednička politika je "nezavisne socijaldemokratske novine". Godine 2006. prema istraživanju novine su imale 1.425.000 čitatelja dnevno oko 15% od švedskog stanovništva, a 2010. izlazile su u 310.900 primjeraka.

## Vanjske poveznice
- Službena stranica
- Povijest